# Адам Парижский
Адам Парижский (Парижанин) (? — вторая половина XI века, ?) — французский агиограф и переводчик. Жизнь и деятельность связана с городом Сплит в Далмации.

## Биография
Закончил учёбу в Париже. Около 1060 года проживал в Сплите, периодически посещая Афины, где изучал греческий язык. По просьбе правительства Ловрина он перевёл с архаической латыни текст о мучениях Святого Домна и Анастасии. После этого он переработал и дополнил старые гимны об этих священномучениках. До наших дней тексты Адама Парижанина дошли только в качестве упоминаний в хронике Фомы Сплитского «Historia Salonitana» и в виде стенограмм, датируемых XVI веком.